# Ferran d'Aunés
Ferran d'Aunés (aragonès: Ferrando d'Ahonés; en castellà: Fernando de Ahonés), (?,? - Constantinoble, 1305) va ser un richome aragonès i almirall de la flota de la Companyia Catalana d'Orient i de l'Imperi Romà d'Orient. Pertanyia al llinatge dels Ahones i era descendent de Pero d'Ahones.

## Companyia Catalana d'Orient
En arribar a Constantinoble l'any 1303, l'emperador Andrònic II Paleòleg el nomenà així mateix almirall de l'Imperi Romà d'Orient i el desposà amb la filla del noble romà d'Orient Raul Pakeo, parent de la dinastia Paleòloga. Com a almirall de flota de la Companyia Catalana d'Orient eixhivernà del 1303 al 1304 a l'illa de Quios, des d'on mantenia la vigilància de les naus dels turcs. El 1304 salpà vers la ciutat d'Ània.
El 1305, Roger de Flor li ordenà que amb quatre galeres transportés a Constantinoble a la seva muller, Maria de Bulgària, mentre ell es dirigia a Adrianòpolis per entrevistar-se amb el fill de l'emperador, xor Miquel IX Paleòleg. L'Almirall Ferrando d'Ahones va morir a Constantinoble mateix, a la llar del seu sogre, quan una multitud de grecs el cercà i incendià la casa, durant la matança d'aragonesos i catalans que seguí la notícia de l'assassinat de Roger de Flor.